# Roland Forgues
Roland Forgues (Tarbes, 1944) es un escritor y peruanista francés.  

## Biografía
Cuando era estudiante, empezó a leer una serie de obras sobre el Perú y en especial Los ríos profundos de Arguedas y toda la poesía de César Vallejo, que había sido traducida al francés así como los Siete ensayos de interpretación de la realidad peruana de José Carlos Mariátegui. En aquella época era difícil conseguir obras en español en las universidades francesas.
Titular de la cátedra de literatura y civilización hispanoamericanas en la Universidad de Pau.  Director fundador del Laboratorio de Investigaciones Peruanas y Andinas (ANDINICA). y miembro del jurado del Premio Internacional de Novela Corta Mario Vargas Llosa en Arequipa.

## Obras
- El fetichismo y la letra: ensayos sobre literatura hispanoamericana (1986).
- José María Arguedas: del pensamiento dialéctico al pensamiento trágico: historia de una utopía (1989).
- La estrategia mítica de Manuel Scorza (1991).
- Octavio Paz: el espejo roto (1992).
- Mariátegui: la utopía realizable (1995).
- Vallejo: dar forma a su destino (1999).
- Plumas de Afrodita: una mirada a la poeta peruana del siglo XX (2004).
- Palabra en el viento: ensayos sobre creación e identidad en América Latina (2005).
- Mario Vargas Llosa. Ética y creación: ensayos críticos (2006).
- La voz de los orígenes: ensayos literarios sobre creación e identidad en América Latina (2016).
- ¡Fabuloso Perú! (2018).

## Premios y reconocimientos
- Profesor Honorario de las Universidades de San Marcos y de Lambayeque (Perú).
- Miembro Honorario de varios Institutos de Investigaciones, como el Instituto Raúl Porras Barrenechea de Lima, el Instituto Cultural Hispánico de Westminster en California, entre otros.